# Phare de Puntarenas
Le phare de Puntarenas (en espagnol : Faro de Puntarenas) est un phare actif situé en bout du mole du port de Puntarenas dans la province de Puntarenas au Costa Rica. Il est géré par l'Autorité portuaire de Puntarenas.

## Histoire
Ce phare de port est situé à l'extrémité de la longue jetée des navires de croisière du côté sud du port.

## Description
Ce phare est un pylône métallique cylindrique, avec une galerie et une balise de 5 m de haut. La tour est peinte en blanc et la balise est rouge. Son feu isophase émet, à une hauteur focale d'environ 16 m, un éclat rouge d'une seconde par période de 2 secondes. Sa portée n'est pas connue.
Identifiant : ARLHS : COS-007 - Amirauté : G3320 - NGA : 111-15456 .
|                           |
| Embarcadère de Puntarenas |

## Caractéristique duFeu maritime
Fréquence : 2 secondes (R)
- Lumière : 1 seconde
- Obscurité : 1 seconde

### Lien connexe
- Liste des phares du Costa Rica